# Estadio Zafer
El Estadio Zafer (en turco: Zafer Stadı) es un estadio de usos múltiples situado en Morfou (Guzelyurt), en el norte de la isla de Chipre, en el territorio controlado por la República Turca del Norte de Chipre. Actualmente se utiliza sobre todo para los partidos de fútbol y acogió algunos partidos para la Copa ELF de 2006. El estadio tiene capacidad para hasta 7.000 personas. Es el campo de los clubes de fútbol Baf Ülkü Yurdu SK y Binatli Yılmaz SK.